# Sedum formosanum
Sedum formosanum là một loài thực vật có hoa trong họ Crassulaceae. Loài này được N.E. Br. miêu tả khoa học đầu tiên năm 1885.